# Cody Kunyk
Cody Kunyk, född 20 maj 1990, är en kanadensisk professionell ishockeyspelare som spelar för Utica Comets i American Hockey League (AHL). Han har spelat på NHL-nivå för Tampa Bay Lightning och på lägre nivåer för Syracuse Crunch i AHL, Gentofte Stars i Metal Ligaen, Alaska Aces i ECHL och Alaska Nanooks (University of Alaska Fairbanks) i National Collegiate Athletic Association (NCAA).
Kunyk blev aldrig draftad av någon NHL-organisation.

## Statistik
| 2003–2004   | Sherwood Park Flyers Bantam   | AMBHL       | 31  | 16 | 20 | 36  | 19 | —  | — | — | — | —  |
| 2004–2005   | Sherwood Park Flyers Bantam   | AMBHL       | 39  | 16 | 15 | 31  | 46 | —  | — | — | — | —  |
| 2005–2006   | Sherwood Park Monarchs Midget | REMHL       | 32  | 21 | 37 | 58  | 26 | —  | — | — | — | —  |
| 2006–2007   | Sherwood Park Kings Midget    | AMHL        | 35  | 16 | 16 | 32  | 58 | 8  | 0 | 6 | 6 | 22 |
|             | Sherwood Park Crusaders       | AJHL        | 2   | 0  | 0  | 0   | 2  | —  | — | — | — | —  |
| 2007–2008   | Sherwood Park Crusaders       | AJHL        | 51  | 13 | 11 | 24  | 34 | 5  | 2 | 3 | 5 | 2  |
| 2008–2009   | Sherwood Park Crusaders       | AJHL        | 61  | 25 | 33 | 58  | 61 | 10 | 3 | 5 | 8 | 2  |
| 2009–2010   | Sherwood Park Crusaders       | AJHL        | 51  | 44 | 43 | 87  | 33 | 3  | 0 | 1 | 1 | 2  |
| 2010–2011   | Alaska Nanooks                | NCAA        | 38  | 12 | 18 | 30  | 28 | —  | — | — | — | —  |
| 2011–2012   | Alaska Nanooks                | NCAA        | 36  | 15 | 17 | 32  | 18 | —  | — | — | — | —  |
| 2012–2013   | Alaska Nanooks                | NCAA        | 37  | 11 | 17 | 28  | 22 | —  | — | — | — | —  |
| 2013–2014   | Tampa Bay Lightning           | NHL         | 1   | 0  | 0  | 0   | 0  | —  | — | — | — | —  |
|             | Alaska Nanooks                | NCAA        | 37  | 22 | 21 | 43  | 22 | —  | — | — | — | —  |
| 2014–2015   | Syracuse Crunch               | AHL         | 69  | 10 | 16 | 26  | 38 | 2  | 0 | 0 | 0 | 0  |
| 2015–2016   | Gentofte Stars                | ML          | 27  | 13 | 16 | 29  | 10 | —  | — | — | — | —  |
| 2016–2017   | Utica Comets                  | AHL         | 61  | 15 | 22 | 37  | 16 | —  | — | — | — | —  |
|             | Alaska Aces                   | ECHL        | 2   | 0  | 2  | 2   | 0  | —  | — | — | — | —  |
| NHL totalt  | NHL totalt                    | NHL totalt  | 1   | 0  | 0  | 0   | 0  | —  | — | — | — | —  |
| AHL totalt  | AHL totalt                    | AHL totalt  | 130 | 25 | 38 | 63  | 54 | 2  | 0 | 0 | 0 | 0  |
| NCAA totalt | NCAA totalt                   | NCAA totalt | 148 | 60 | 73 | 133 | 90 | —  | — | — | — | —  |